# Instytut Filologii Klasycznej Uniwersytetu Jagiellońskiego
Instytut Filologii Klasycznej Uniwersytetu Jagiellońskiego w Krakowie – jednostka dydaktyczno-naukowa należąca do struktur Wydziału Filologicznego Uniwersytetu Jagiellońskiego.

## Kierunki kształcenia
Instytut kształci studentów na kierunkach:
- Filologia ze specjalnością „filologia klasyczna”.

Są to 3-letnie stacjonarne studia zawodowe pierwszego stopnia oraz 2-letnie stacjonarne uzupełniające studia drugiego stopnia (magisterskie) w zakresie filologii klasycznej na specjalnościach: filologia klasyczna oraz bizantynistyka i neogrecystyka.

## Struktura organizacyjna
- Katedra Filologii Łacińskiej i Nowołacińskiej (kierownik: prof. dr hab. Jerzy Styka)
- Katedra Filologii Greckiej i Nowogreckiej (kierownik: prof. dr hab. Dariusz Brodka)

W skład Instytutu wchodzi również instytutowa biblioteka.

## Władze Instytutu
Kadencja 2024–2028:
- Dyrektor: dr hab. Joanna Janik, prof. UJ
- Wicedyrektor ds. studenckich: dr Janusz Ryba